# Бествик, Билли
Уильям Бествик (англ. William Bestwick; 24 февраля 1875 — 2 мая 1938) — английский игрок в крикет, выступал за команду графства Дербишир Derbyshire County Cricket Club в период с 1898 по 1926 год. В истории крикета Билли запомнился как высокоскоростной боулер (игрок, подающий мяч), который за свою профессиональную карьеру взял более 1400 калиток, в том числе 10 в одном иннинге. Из-за своего дикого нрава и дерзкого поведения на поле в мире крикета Бествик получил прозвище «плохой мальчик».

## Спортивная карьера

### Игра за команду Дербишира
Бествик родился в городе Хинор графства Дербишир в семье шахтера. С 11 лет Билли работал в шахте вместе с отцом. Впервые он вышел на поле для крикета за команду Дербишира в 1898 году. В июне 1921 года он стал одним из двух боулеров в команде, которому удалось взять 10 калиток в одном иннинге. Вторым успешным боулером в команде был Томми Митчелл. Бествик начал свою карьеру в крикете в качестве бэтсмена (игрок с битой), но не смог показать высоких результатов, он не набирал более 8 очков за сезон, так ни разу не приблизившись к 20 очкам за время реализованных 280 подач. Подобные неудачи можно было сравнить только Эриком Холлисом, выступавшем с 1939 по 1954 год. Крайне слабые результаты в качестве бетсмена явились причиной того, что он так и не смог принять участие ни в одном тестовом матче.
Несмотря на то, что свой дебютный сезон Бествик закончил с довольно низкими показателями, он смог проявить свои способности в качестве боулера. В то время команда Дербишира была в нижней строчке таблицы турнира чемпионата 1899. Команда искала возможность улучшить свои результаты. Благодаря превосходным техники Бествика в качестве боулера в 39 подачах Дербишир одержал победу над командами Лестершира и Гэмпшира, поднявшись на несколько строчек в турнирной таблице.
В 1901 году Дербишир принимал команду Южной Африки. Команда молодой в области крикета нации в качестве разминки перед серией тестовых матчей со сборной командой Англии провела 11 дружеских матчей с командами английских графств. Пристальное внимание к играм южноафриканской команды вызвали напряжение в команде Дербишира, они закончили серию возвращением на нижнюю строчку турнирной таблицы. Сезон 1902 года был более обнадеживающим для команды Дербишира. Ее позиции усилило появление в команде известного сильного Уорикширского игрока, Томаса Форрестера, вернувшегося в крикет после трехлетнего перерыва. Эту серию игр команда Дербишира закончила с самым высоким результатом (10-е место в турнирной таблице) с начала профессиональной спортивной карьеры Бествика. Билли был вторым по результату боулером в команде после Уильяма Локвуда.
Сезон 1903 года команда Дербишира закончила на 12 строчке турнирной таблицы, но уже в следующем вернулась на 10-ю. Бествик вновь показал свое мастерство, взяв 10 калиток в одном иннинге. Он обошел Джона Халма, игрока с лучшим индивидуальным результатом в команде (8 из 52). Благодаря серии игр в Южной Африке в течение 1904 года, команда Дербишира вышла на международный уровень.
1905 год стал небольшим подъемом для команды Дербишира перед сильным падением. В команде дебютировали 15 новые игроков, 10 из которых сыграли не более пяти матчей первого класса. Сезон Дербишир закончил третьей худшей командой в общем зачете.
Бествик был известен своим непредсказуемым характером, а также страдал от алкогольной зависимости. В 1906 году его оставила жена, что крайне негативно сказалось на его профессиональной карьере игрока в крикет. В 1907 году после ночной попойки в пабе он убил человека в драке. Хотя на следующий день правоохранительные органы вынесли вердикт, что убийство было оправданным.
В конце 1900-х команда Дербишира переживала тяжелые времена, заняв предпоследнее место в таблице результатов. В 1909 году Бествик сыграл свой финальный матч в окружном чемпионате за команду, которой посвятил 10 лет жизни. После игры он был уволен и переехал в Южный Уэльс, где женился во второй раз и в 1914 году стал выступать за команду Гламоргана на чемпионате малых графств.

### Возвращение в Дербишир
В 1919 году в возрасте 44 лет Бествика пригласили вернуться в обновленную команду Дербишира, его наставником стал Артур Мортон. В разные годы капитанами команды были: Ричард Бэггаллей, Гай Джексон, Джон Чепмен, в течение трех сезонов до начала Великой войны команду возглавлял старший из братьев Хилл-Вуд, Бэзил. При нем Дербишир закончил сезон на 9 строчке турнирной таблицы.
В 1920 году команда Дербишира показывала очень слабые результаты, Билли принял участие лишь в одной игре. Ему было 45 лет, но он все равно периодически принимал участие в играх своей команды, которая пыталась подняться в таблице результатов. В 1924 году команда Дербишира не выиграла ни в одной из 24 игр Чемпионата графства и опустилась на последнее место.
Сын Билли, Роберт Бествик, также профессионально играл в крикет в команде Дербишира. Отец и сын сыграли 2 игры на одном поле в течение сезона 1922 года. В возрасте 50 лет Бествик старший переиграл своего сына в игре первого класса, сыграл 7 в последнем в своей карьере сезоне 1925 года. После он стал судьей и провел 238 матчей первого класса, включая 3 тестовые игры в период с 1929 по 1930 год. Последний матч Билли судил менее чем за год до кончины.
Умер Билли Бествик в 1938 году в Стандард Хилл, Ноттингем.